# Ambalema (ort)
Ambalema är en ort i Colombia.   Den ligger i departementet Tolima, i den centrala delen av landet, 80 km väster om huvudstaden Bogotá. Ambalema ligger 231 meter över havet och antalet invånare är 4 892.
Terrängen runt Ambalema är varierad. Runt Ambalema är det ganska glesbefolkat, med 21 invånare per kvadratkilometer. Närmaste större samhälle är Lérida, 18,4 km nordväst om Ambalema. Omgivningarna runt Ambalema är en mosaik av jordbruksmark och naturlig växtlighet.